# گیگابیت
گیگابیت یک ضریبی از واحد بیت است که برای انبارش داده کامپیوتری استفاده شده و علامتش Gbit یا Gb می‌باشد. پیشوند گیگا (با علامت G) در دستگاه بین‌المللی یکاها ضریب ۱۰۹ (میلیارد) تعریف شده است، بنابراین:
۱ گیگابیت = ۱۰۹ بیت = ۱۰۰۰ مگابیت
در صورت استفاده کردن بایت‌های ۸ بیتی، یک گیگابیت برابر ۱۲۵ مگابایت یا حداکثر ۱۱۹ مبی‌بایت خواهد بود.
یکای گیگابیت ارتباط نزدیکی با یکای گیبی‌بیت، یک یکای دودویی با پیشوند گیبی که به ارزش ۲۳۰ (۱٬۰۷۳٬۷۴۱٬۸۲۴) بیت بوده و حداکثر ۷٪ از گیگابیت بزرگتر است، دارد. با وجود اینکه پیشوندهای جدیدی بر مبنای دودویی توسط کمیسیون الکتروتکنیکی بین‌المللی (استاندارد آی‌ئی‌سی ۶۰۰۲۷) تعریف شده‌اند اما هنوز در بازار از پیشوندهای اس‌آی استفاده می‌شود.